# موراي كيتينغ
موراي كيتينغ هو منافس ألعاب قوى كندي، ولد في 1952 في مانينغ ‏ في كندا.

## وصلات خارجية
- موراي كيتينغ على موقع أوليمبيديا (الإنجليزية)